# جوب أوسبورن
جوب أوسبورن (بالإنجليزية: Job Osborne)‏ هو سياسي نيوزلندي، ولد في 1842، وتوفي في 1931.